# Guillaume Louis Baud

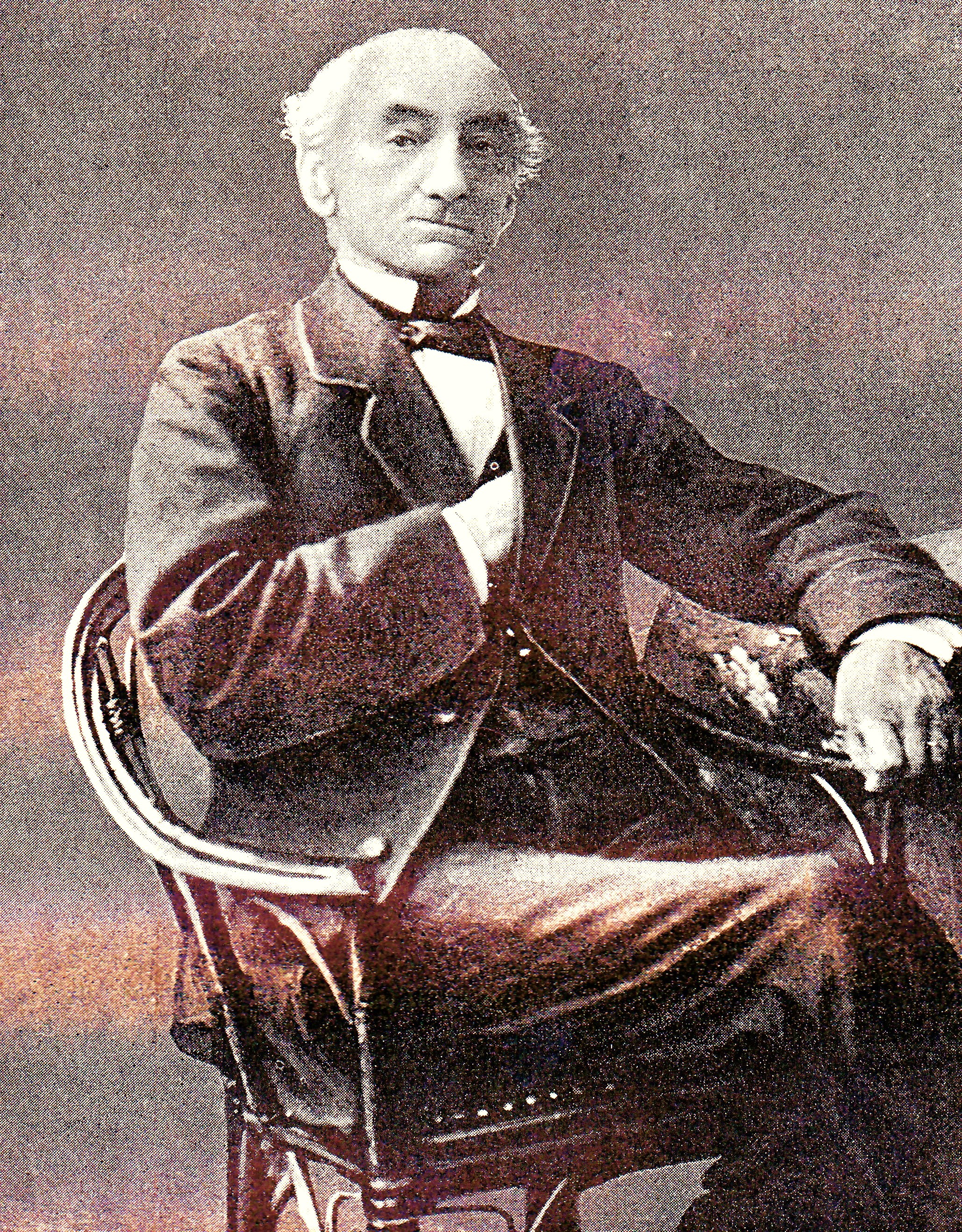
Guillaume Louis Baud

Guillaume Louis Baud ('s-Gravenhage, 27 december 1801 - aldaar, 5 januari 1891) was een hoge ambtenaar en bestuurder in Nederlands-indië, Nederlands politicus en minister van Koloniën.

## Familie
Baud was lid van de familie Baud en een zoon van belastingambtenaar Jean Baud (1764-1845) en Marie Wellenkamp (1767-1859). Hij was een volle neef van staatsman mr. Jean Chrétien baron Baud (1789-1859).
Baud trouwde in 1837 met Wilhelmina Jacobina Theodora Couperus (1818-1899), lid van de familie Couperus en zus van de vader, en dus tante van de schrijver Louis Couperus. Uit hun huwelijk werden veertien kinderen geboren, onder wie:
- Jan Carel Willem Ricus Theodore Baud (1838-1883), 1e luitenant, later assistent-resident van Meester Cornelis
  - Elisabeth Wilhelmina Johanna Baud (1867-1960), letterkundige die vanaf het overlijden van haar vader met haar moeder (zijn dochter) en de rest van haar gezin in 1883 bij Baud en zijn echtgenote aan de Sophialaan in Den Haag kwam wonen. Zij trouwde in 1891 met haar achterneef Louis Couperus (1863-1923), schrijver
  - Wilhelmina Jacobina Theodora Baud (1879-); trouwde in 1896 Willem Wijnaendts van Resandt (1873-1954), officier en genealoog
- Maria Catharina Baud (1841-1933); trouwde in 1869 met Charles Henri Frederic Riesz (1824-1903), 1e luitenant, Ridder Militaire Willems-orde, zoon van Carel Jan Riesz en stiefzoon van haar én van de grootmoeder van Louis Couperus: Catharina Rica Cranssen
- Wilhelmina Jacobina Theodora Baud (1846-1927); trouwde in 1869 met jhr. mr. Johan Schuurbeque Boeye (1841-1926), griffier arrondissementsrechtbank te Dordrecht 1877-1899
- Georgine Gerardina Baud (1847-1913); trouwde in 1870 met de broer van haar zwager jhr. mr. Jan François Schuurbeque Boeye (1843-1927), president arrondissementsrechtbank te 's-Gravenhage 1903-1912, lid provinciale staten van Zuid-Holland 1883-1895
- François Marie Baud (1855-1936), burgemeester van Nieuwveen en Zevenhoven

## Loopbaan
Baud werd, na vier jaar op kantoor bij een hypotheekbewaarder, in 1823 benoemd tot ambtenaar vijfde klasse voor de dienst in Indië, waar hij in januari 1824 op de algemene secretarie werd aangesteld.
Baud werd benoemd tot tweede commies in november 1825 en tot eerste commies met de rang van commies-expediteur in mei 1827. In april 1830 werd hij benoemd tot secretaris van Kadoe, even later ook tot secretaris van de sub-commissie Landbouw van Kadoe waar hij al eerder tot vendumeester was aangesteld. In 1832 werd Baud aangesteld in de rang van assistent-resident van Kadoe. Hij werd tijdelijk met het bestuur van dit gewest belast. Eind 1832 werd hij benoemd tot kapitein van de op te richten schutterij van Kadoe. Een gewezen muiteling, Djaja Sindergh, pleegde een zware aanslag op Baud en bracht hem een ernstige klewangwond toe. Het hoofd van Sindergh werd door inlandse hoofden aan Baud gegeven, die het tot het einde van zijn leven bewaarde.
In 1834 werd Baud bevorderd tot resident van Kediri; hij stond bij gouverneur-generaal Johannes van den Bosch hoog aangeschreven omdat Baud een medestander was van de invoering van het cultuurstelsel. In 1838 werd hij resident van Semarang, waar hij door zijn optreden een door wanbeheer ontstane chaotische toestand wist te ordenen, zodat Wolter Robert van Hoëvell in zijn Tijdschrift voor Nederlandsch-Indië alle hulde bracht aan Baud. Drie jaar later werd hij benoemd tot directeur van het departement van cultures, tot Baud in 1845 wegens gezondheidsredenen naar Nederland terugkeerde.
In november 1848 werd hij voorgedragen als kandidaat voor de Tweede Kamer der Staten-Generaal, maar die verviel door zijn benoeming tot minister. Op 21 november 1848 werd Baud benoemd tot minister van Koloniën. Hij bekleedde die functie in het kabinet-De Kempenaer-Donker Curtius, het eerste kabinet na de ingrijpende Grondwetswijzigingen, en trad na een half jaar, op 18 juni 1849, af na een meningsverschil met zijn ambtgenoten.
Hij werd op 20 oktober 1849 benoemd tot Staatsraad in buitengewone dienst, met name om zitting te nemen bij de behandeling van koloniale en financiële zaken. In 1858 verzocht Baud om ontslag uit de Raad van State.
Hij meende dat de Staten-Generaal zich niet met de koloniale politiek dienden te bemoeien en wees een benoeming (1850 en 1866) tot Gouverneur-Generaal en minister van Koloniën (1861) in het Kabinet-Van Hall-Van Heemstra af.

## Commissies
Baud was in 1846 en 1848 lid van de examencommissie voor kwekelingen voor koloniale ambtenaren tweede klasse.
Baud werd in 1867 tot koninklijk commissaris benoemd bij de Nederlandse Handelsmaatschappij. Baud was medeoprichter en van 1851 tot 1886 voorzitter van de Oost- en West Indische Opvoedingsmaatschappij.
Hij was vanaf de oprichting in 1842 lid van het Bataviaasch Genootschap van Kunsten en Wetenschappen.

## Decoraties
- Ridder in de Orde van de Nederlandse Leeuw (1841)[20]
- Commandeur in de Orde van de Nederlandse Leeuw (1849)
- Grootofficier in de Orde van de Eikenkroon (1855)